# 몽트뢰역
몽트뢰역(프랑스어: Gare de Montreux)은 스위스 보주에 있는 몽트뢰 지자체에 서비스를 제공하는 가장 큰 기차역이다.
심플론 철도 노선에서 운행하는 모든 스위스 연방 철도(SBB-CFF-FFS) 표준궤 여객 열차는 이 역을 이용한다. 이 역은 츠바이지멘 및 로쉐 드 네(Rochers de Naye)까지 가는 골든패스선 협궤 철도 노선의 서쪽 종점이기도 하다.

## 역사
몽트뢰역은 1861년 당시 쥐라-심플론 철도(JS)가 시옹까지 가는 표준궤 심플론 철도 노선의 로잔–빌뇌브 구간을 개통했을 때 문을 열었다. 이 노선은 현재 스위스 연방 철도에서 소유 및 운영하고 있다.
1901년에 이 역은 몽트뢰와 더 높은 고도의 교외인 레아방(Les Avant) 사이의 미터궤 몽트뢰-베른 고원 철도(MOB)의 첫 번째 구간이 개통되면서 교차역이 되었다. 1903년에 MOB는 몽보봉으로 확장되었다.
1909년 몽트뢰-글리옹-로쉐드네 랙 철도의 글리옹-몽트뢰 구간이 800mm 글리옹-로쉐 드네 철도, 1892년 개통. 현재는 몽트뢰-브베-리베라 교통에 있다.

## 위치
역은 호수 위의 언덕에 있다.
몽트뢰의 메인 스트리트인 그랑루(Grand Rue)는 에스컬레이터, 엘리베이터, 계단을 이용하여 갈 수 있다. Rue de la Gare는 표준궤 철도 트랙으로 호숫가와 분리된 구시가지를 오가는 접근을 제공한다.

## 레이아웃
역 단지는 여러 면에서 희귀한다. 몽트뢰는 세 가지 다른 트랙 궤간이 있는 세계에서 몇 안 되는 스테이션(스위스의 유일한 역) 중 하나라는 점에서 가장 독특하다. 스위스 연방 철도의 1,435mm, MOB 1,000mm 및 MVR 800mm, 3개의 미터궤가 있다는 것은 프랑스 피레네(Pyrénées)에 있는 Latour-de-Carol-Enveitg역과 공유하고 있다.
둘째, 역 건물에서 승강장까지의 접근은 도시의 경사로 인해 1층이 아닌 2층에서 이루어지며, 서비스 시설은 1층 수준에 있으며, 지하도에 대한 접근은 1층 지하도에서 찾을 수 있다.
이러한 특이한 특징 외에도 역에는 2번 트랙이 없다. 과거에는 2번 트랙이라는 명칭이 승강장이 없는 추월 루프에 할당되었다. 그러나 2006년 플랫폼 높이를 55cm로 높이는 작업의 일환으로 이 트랙에 플랫폼이 제공되고 트랙 1로 이름이 변경되었으며 이전 플랫폼 1은 제거되었다.

스위스 연방 철도는 트랙 1이 있는 주 플랫폼을 제공하고 MOB 트랙 4(동쪽 절반) 및 5(서쪽 절반)와 함께 중앙 플랫폼을 제공하는 트랙 3도 운영한다. 트랙 4는 해당 플랫폼을 부분적으로 둘로 나뉜다.
트랙 6, 7 및 8은 트랙 7에 의해 부분적으로 두 부분으로 나누어진 추가 중앙 플랫폼을 제공한다. MVR이 운영하는 트랙 8은 골든패스 센터로 알려진 호텔과 MOB/MVR 본부 아래에 있다.
트랙 4와 7은 퐁타니방, Sonzier 및 레아방을 오가는 지역 교통에 사용되는 반면, 트랙 5와 6은 츠바이지멘을 오가는 기차에 사용된다.

## 운행편
2021년 12월 시간표 변경에 따라 다음 서비스가 몽트뢰에서 정차한다.

### 스위스 연방 철도
- 인터레기오 : 제네바 공항과 브리크 사이를 30분 간격으로 운행한다.
- 레기오익스프레스 :
  - 안마스와 생모리스 사이를 매시간 운행한다.
  - 르낭 VD와 생모리스 사이를 매일 왕복 한다.

### RER 보
- RER 보 S2 / S5 : 에이글까지 30분 운행, 발로브 및 그랑송까지 매시간 운행 ; 주중에는 베까지 매시간 운행하고, 에이글에서 생모리스까지 제한된 운행.

### 몽트뢰 베른 고원 철도
- 파노라마 익스프레스 / 레기오 : 레아방까지 30분, 츠바이지멘까지 1시간 간격으로 운행한다.
- 레기오 : 퐁타니방까지 매시간 운행.

### 몽트뢰-브베-리비에라 운송
- 레기오 : 로쉐드네까지 매시간 운행.

## 버스
총 3개의 VMCV 버스 정류장이 역을 운행한다.
- 모터버스 4, 5 및 6번의 Vernex-Dessus ;
- 모터버스 4,5 및 6번의 몽트뢰역 ;

트롤리 버스 1호선의 Escalier de la Gare, 에스컬레이터를 통해 그랑 대로까지 갈 수 있다.

## 같이 보기
- 몽트뢰